# Run Rudolph Run
Run Rudolph Run – rock'n'rollowa piosenka świąteczna. Autorem tekstu są Johnny Marks i  Marvin Broadie.
Piosenka świąteczna Chucka Berry'ego została wykorzystana w filmie „Kevin sam w domu”. 

## Historia piosenki
Od 1958 roku utwór ten był wykonywany przez wielu innych artystów, czasami pod tytułem „Run Run Rudolph”. Piosenka jest 12-taktowym bluesem, muzycznie podobnym do popularnej i rozpoznawalnej piosenki Chucka Berry'ego „Johnny B. Goode”, a melodycznie do jego piosenki „Little Queenie”, która została wydana w 1959 roku.

## Wykonawcy
Piosenka została nagrana przez wielu artystów, wykonywali ją m.in.:
- The Yobs (1977)
- Bryan Adams (1987)
- Jane Krakowski (2000)
- Lynyrd Skynyrd (2000)
- Billy Idol (2006)
- Billy Ray Cyrus (2007)
- Luke Bryan (2008)
- Kelly Clarkson (2013)
- Whitney Wolanin (2013)
- Aerosmith (2016)
- Train (2017)
- Cher (2023)

## Wyróżnienia
- Nowa Zelandia (RMNZ) - Złoto[7]
- Stany Zjednoczone (RIAA) - Platyna[8]
- Wielka Brytania (BPI) - Złoto[9]

## Pozycje na listach przebojów
| Lista (2008–2023)                  | Pozycja |
| ---------------------------------- | ------- |
| Australia: ARIA                    | 29      |
| Francja: SNEP                      | 195     |
| Holandia: MegaCharts               | 2       |
| Irlandia: IRMA                     | 48      |
| Kanada: Billboard Canadian Hot 100 | 26      |
| Litwa: AGATA                       | 41      |
| Nowa Zelandia: Recorded Music NZ   | 32      |
| Portugalia: AFP                    | 114     |
| Stany Zjednoczone: Hot 100         | 10      |
| Szwajcaria: Schweizer Hitparade    | 54      |
| Szwecja: Sverigetopplistan         | 20      |